# Cryptocentrus leucostictus
Cryptocentrus leucostictus là một loài cá biển thuộc chi Cryptocentrus trong họ Cá bống trắng. Loài này được mô tả lần đầu tiên vào năm 1872.

## Từ nguyên
Từ định danh leucostictus được ghép bởi hai âm tiết trong tiếng Hy Lạp cổ đại: leukós (λευκός; “trắng”) và stiktós (στικτός; “có đốm”), hàm ý đề cập đến những đốm tròn nhỏ, màu trắng bao phủ phần thân dưới của loài cá này.

## Tình trạng phân loại
C. leucostictus tạo thành một nhóm phức hợp loài với 6 loài khác là Cryptocentrus liolepis, Cryptocentrus malindiensis, Cryptocentrus maudae, Cryptocentrus nigrocellatus, Cryptocentrus niveatus và Cryptocentrus albidorsus. Đặc trưng của nhóm này là có thân rất mảnh, sọc trắng ở giữa đầu, thường kéo dài ra toàn thân. Tên chi có sẵn cho nhóm này là Iotogobius, nhưng cần có những nghiên cứu sâu hơn để làm sáng tỏ cách phân loại của nhóm.

## Phân bố và môi trường sống
Nhiều ghi nhận về sự xuất hiện của C. leucostictus có thể là do nhầm lẫn với loài C. albidorsus. Theo Sách đỏ IUCN (bản 2021) thì C. leucostictus chỉ được biết đến ở Úc, Indonesia, Papua New Guinea, Samoa thuộc Mỹ, Fiji và Tonga.
Ở Việt Nam, C. leucostictus được ghi nhận ở quần đảo Nam Du và quần đảo Hà Tiên (Kiên Giang), nhưng không rõ liệu đó có phải là sự xác định sai loài hay không.
C. leucostictus sống trên nền cát thô và đá vụn nhuyễn của rạn san hô và đầm phá, được tìm thấy ở độ sâu đến ít nhất là 25 m.

## Mô tả
Chiều dài lớn nhất được ghi nhận ở C. leucostictus là 12 cm. Cá có màu nâu sẫm, môi, mõm và đỉnh đầu có màu trắng, rải rác một số vệt trắng ở phía sau.
Số gai ở vây lưng: 6–7; Số tia ở vây lưng: 10–11; Số gai ở vây hậu môn: 1; Số tia ở vây hậu môn: 9–10.

## Sinh thái
C. leucostictus sống cộng sinh trong hang với tôm gõ mõ Alpheus.

## Thương mại
C. leucostictus hiếm khi được thấy trong ngành buôn bán cá cảnh.